# Karlstad (Stati Uniti)
Karlstad è una città degli Stati Uniti d'America, situata in Minnesota, nella contea di Kittson.